# Karl von Zichy-Vásonykeő

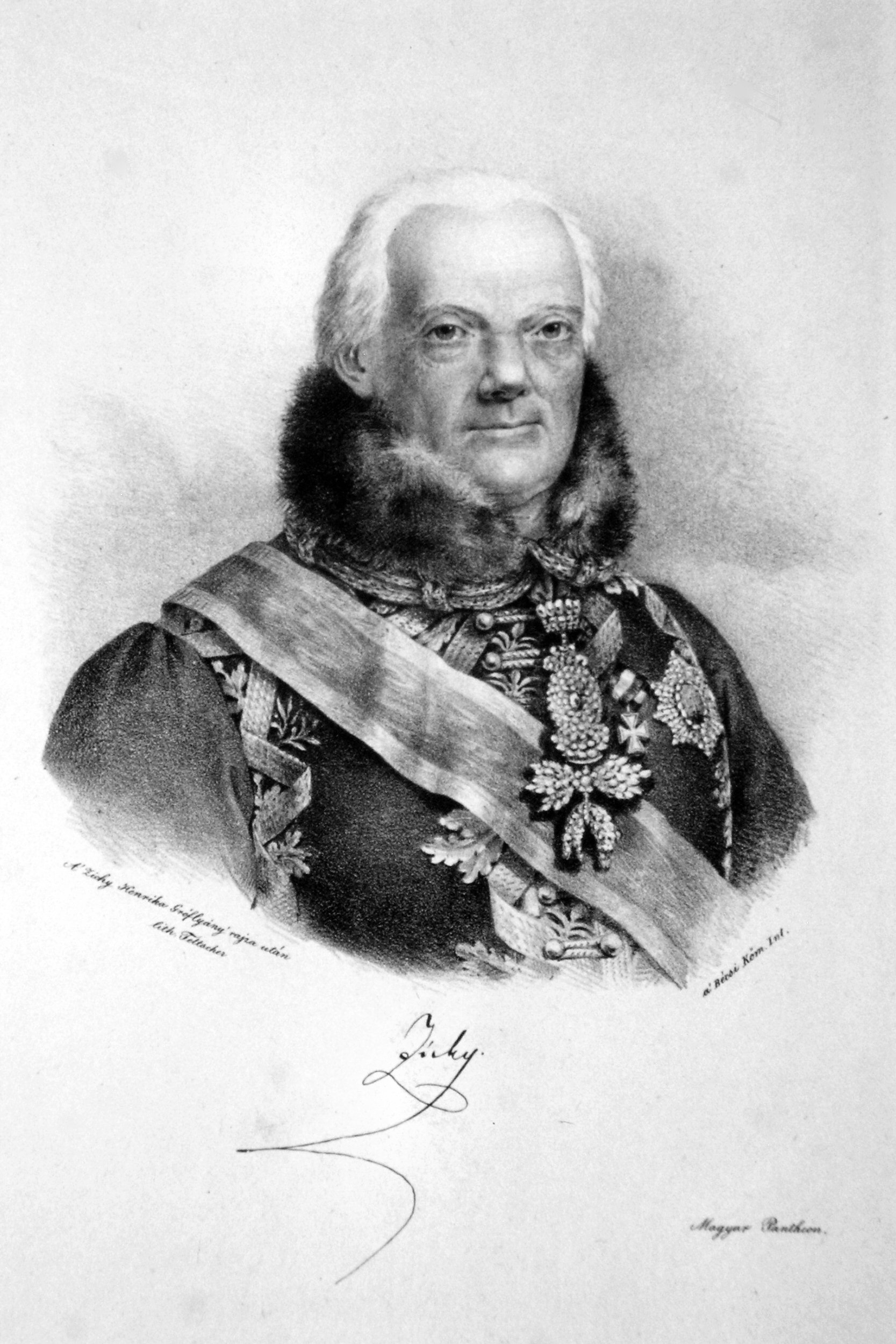
Karl I. von Zichy-Vásonykeő (1753–1826)

Graf Karl I. von Zichy-Vásonykeő (* 4. März 1753 in Preßburg; † 28. September 1826 in Wien) war österreichischer Staatsmann und Ritter vom Goldenen Vlies.

## Herkunft
Seine Eltern waren der Graf Stephan von Zichy (* 16. Juli 1715; † 13. Februar 1769) und dessen Ehefrau Gräfin Marie Cäcilie von Stubenberg (1725–1763), Tochter von Leopold von Stubenberg.

## Leben
Schon im Jahr 1759 wurde er auf die theresianische Ritterakademie geschickt und blieb in derselben bis 1771. Er machte seinen Abschluss mit Auszeichnung. Anschließend kam er zur weiteren Ausbildung zum Hofrat und damaligen Gouverneur von Fiume Graf Joseph Majláth von Székhély. So konnte er bereits 1775 bei der Hofkammer in Wien wirklicher illyrischer Hofkommissionsrat werden und wurde am 7. März 1777 zum wirklichen Hofrat ernannt.
Im Jahr 1786 erfolgte seine Ernennung zum Administrator des Békéser, 1787 zum Obergespan des Raaber Comitates (Györ) und Präsidenten der ungarischen Hofkammer, 1788 zum Obersten Landesrichter (Judex curiae), damals die höchste Stelle in Ungarn, da seit 1765 die Würde des Palatins nicht besetzt worden war. Als der Kaiser Joseph II. 1790 starb, kam es auf dem Landtag über den Krönungseid zu lebhaften Auseinandersetzungen. Es gelang Zichy auf dem Landtag, die Gemüter zu beruhigen und die einstimmige Wahl des Erzherzogs Alexander Leopold zum Palatin und die Krönung des Kaisers Leopold II. zum König von Ungarn am 15. November 1790 zu vermitteln. Anschließend wurde er 1802 zum Präsidenten der Hofkammer ernannt, es gelang ihm die zerrütteten Finanzen wieder zu ordnen. Mit dem Dritten Koalitionskrieg von 1805 wurden seine Bemühungen zur Makulatur. Anschließend wurde er 1808 Staats- und Konferenzminister, dann 1809 zum Kriegsminister ernannt. 1813 und 1814 führte er das Innenministerium. Bis zu seinem Tod im Jahr 1826 war er an allen wichtigen Entscheidungen beteiligt. Er hatte ein gutes Verhältnis zu Metternich, der später in die Familie Zichy einheiratete.
Graf Zichy war seit 1808 Träger des Ordens vom Goldenen Vlies (Nr. 858) und des Großkreuzes des St. Stephansordens.

## Familie
Zichy heiratete am 12. Februar 1776 die Gräfin Anna Maria von Khevenhüller-Metsch (* 10. April 1759; † 18. Januar 1809). Das Paar hatte mehrere Kinder:
- Franz (* 25. Juni 1777; † 6. Oktober 1839), ab 1811 Zichy-Ferraris, Obergespan von Győr ⚭ 1799 Gräfin Marie Wilhelmine von Ferraris (* 3. September 1780; † 25. Januar 1866), Tochter von Joseph Johann von Ferraris
- Karl Antal Alajos (* 20. Juni 1778; † 15. Dezember 1834), Obergespan von Moson

⚭ 1800 Gräfin Franziska Esterházy de Galántha (* 4. Mai 1784; † 3. Juli 1804)
⚭ 1806 Gräfin Julia Festetics von Tolna (* 7. November 1790; † 18. November 1816)
⚭ 1819 Gräfin Kreszentia von Seilern und Aspang  (* 13. Mai 1799; † 30. Juli 1875)
- Sándor (* 1780; † jung)
- Amalie (* 15. März 1782; † 23. Juli 1819) ⚭ 1800 Graf Franz Viczay von Loós und Hédervár (* 24. Juli 1780; † 13. Mai 1836)
- Ferdinánd (* 13. Mai 1783; † 7. Oktober 1862), österreichischer Feldmarschall ⚭ 1807 Gräfin Sofia Széchényi de Sárvár-Felsővidék (* 16. Oktober 1789; † 19. April 1865)
- Maria Adél (Adelheid) (* 15. September 1788; † 17. Januar 1839) ⚭ 1845 Graf János Keglevich de Buzin (* 13. Mai 1786; † 15. Oktober 1856)
- Christina (* 30. April 1792; † 20. Juli 1830) ⚭ 1812 Fürst Franz von Khevenhüller-Metsch (* 7. April 1762; † 2. Juli 1837)
- Eleonora (* 24. Mai 1795; † 30. Mai 1873) ⚭ 1813 Eduard von Lichnowsky (* 19. September 1789; † 1. Januar 1845)
- Nikolaus (* 2. Dezember 1796; † 27. Januar 1856) ⚭ 1820 Freiin Juliane von Loë (* 2. Dezember 1797; † 15. Februar 1865)
- Karolina (* 11. Februar 1802; † 27. Juni 1885)
- Ernestine